# Warrior Sound
Warrior Sound è il terzo album in studio del gruppo drum and bass britannico The Qemists, pubblicato nel 2016.

## Tracce
1. Our World – 0:57
2. Jungle (feat. Hacktivist) – 3:34
3. Run You – 4:20
4. Anger (feat. Kenta Koie of Crossfaith) – 4:27
5. New Design – 3:54
6. No More – 4:07
7. Push the Line (fea. Charlie Rhymes) – 3:54
8. We Are the Problem – 3:48
9. Let It Burn – 3:26
10. Warrior Sound – 3:53
11. No Respect (fea. Ghetts) – 4:41
12. Requiem – 4:14

Traccia bonus nell'edizione giapponese
1. Lick the Lid – 3:58

Traccia bonus nell'edizione statunitense
1. Run You (Memtrix Remix) – 4:40